# Арто Хяркенен
Арто Келеві Хяркенен (фін. Arto Kalevi Härkönen, нар. 31 січня 1959, Гельсінкі, Фінляндія) — фінський легкоатлет, що спеціалізується на метанні списа, олімпійський чемпіон 1984 року.

## Кар'єра
| Рік                   | Змагання                       | Місто                 | Місце                 | Примітки              |                       |
| Представник Фінляндія | Представник Фінляндія          | Представник Фінляндія | Представник Фінляндія | Представник Фінляндія | Представник Фінляндія |
| --------------------- | ------------------------------ | --------------------- | --------------------- | --------------------- | --------------------- |
| 1977                  | Чемпіонат Європи серед юніорів | Донецьк, СРСР         | 2                     | 82.98 м               |                       |
| 1979                  | Універсіада                    | Мехіко, Мексика       | 2                     | 87.10 м               |                       |
| 1982                  | Чемпіонат Європи               | Афіни, Греція         | 5                     | 86.76 м               |                       |
| 1983                  | Чемпіонат світу                | Гельсінкі, Фінляндія  | 14                    | 81.42 м               |                       |
| 1984                  | Олімпійські ігри               | Лос-Анджелес, США     | 1                     | 86.76 м               |                       |